# Ольвиополь

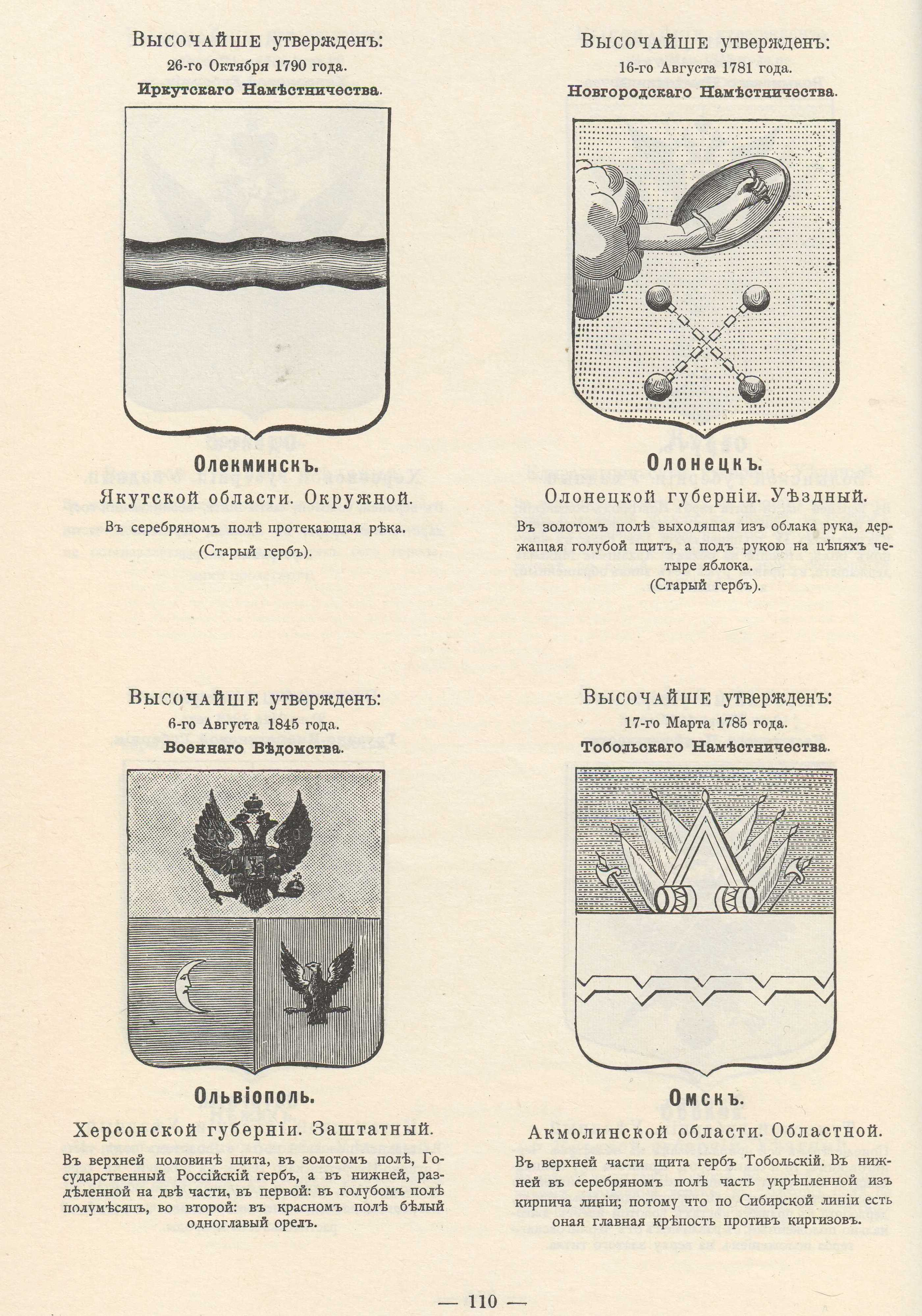
Гербы — Олекминск, Олонецк, Ольвиополь, Омск из Винклера.

Ольвиополь (до 1782 года — Орлик) — исторический район левобережной части города Первомайска Николаевской области Украины, до 1920 года — небольшой населённый пункт на левом берегу реки Южный Буг, имевший с 1773 года статус города.
Название Ольвиополь город получил, в 1782 году, в память о бывшей здесь в древности греческой колонии Ольвии.

## История
Во времена Галицкого княжества по реке Синюха (тогдашние «Синие воды») были сооружены укрепления, для зашиты Руси от опасных соседей поляков и османов с крымчаками. Вся эта местность по-тюркски именовалась «Татар-Орель», то есть «Татарское гнездо», а по-польски «Ловницкий-Орель». В 1743 году для защиты русских земель был заложен шанец Орловский или Орлик, когда правительство Российской империи обратило внимание на оборонное значение данного места в Прибужских степях. Состоялось повеление Сенату: «в тех заднепровских местах, от неприятельских внезапных набегов, устроить крепости в пристойных местах, по тамошнему обычаю». Полковник Капнист был для этого командирован от Миргородского полка, которому были подведомственны эти степи, вместе с инженером де-Боксетом.
В 1744 году на Буге, при впадении рек Синюхи и Кодымы, по которым проходила граница владений российских, османских и польско-литовских был устроен шестибастионный Орловский шанец. Положение Орловского шанца определило его торговое и таможенное значение, так что в 1763 году, в проекте о преобразовании Новой Сербии, говорится уже об Орлике как о местечке. Здесь же велись переговоры запорожцев с Польшею и поляков с крымчаками, по торговым и государственным делам, особенно для получения провожатых в Крым, к Очаковскому, Хаджибейскому и Аккерманскому портам.
В 1764 году Орловский шанец вошёл в состав Елисаветградского пикинёрного полка, здесь были учреждены пограничное комиссарство, таможенное управление и жителям его велено записаться, с целью развития торговли, в цеха. В следующем году в нём учрежден был карантин, для приезжающих из Порты.
В 1770 году поселение Орловский Шанец получило название Екатерининский Шанец, и в 1770—1775 годах — военное поселение, именуемое и Екатеринин. В 1773 году Екатерининский Шанец получил статус города с крепостью для защиты переправы через Южный Буг. Одновременно, с формированием Молдавского гусарского полка, входит в его состав.
По указу 14 февраля 1775 года город Екатерининский Шанец стал центром Екатерининского уезда (центр — Екатерининский шанец, из большей части нового Молдавского гусарского полка, существовавшего с 1769 года на границе с Землёй Войска Запорожского и из половины Чёрного полка), но, в связи с недостатком помещений, присутственных мест в нём не открывали.
После заключения Кучук-Кайнарджийского мира Екатерина II повелела, по нахождению в местности, где сходились границы Российской империи, Османской империй и Речи Посполитой, построить в Орлике сильную крепость и назвать таковую Ольвиопольская, по имени существовавшей тут в древности греческой колонии Ольвии, построена к 1784 году. Ольвиопольская крепость располагалась вне города и составляла 6-угольную земляную ограду правильного бастионного начертания. Город, основанный в 1773 году, был окружён ретраншементом, построенным без всяких правил. В связи с возвращением русских земель опорный пункт потерял своё оборонное значение, и к началу XIX века Ольвиопольская крепость была упразднена.
По представлению графа Потёмкина, 22 января 1784 года был образован Ольвиопольский уезд в Екатеринославском наместничестве России. По имени этого города был сформирован в 1788 году Ольвиопольский гусарский полк. С учреждением Вознесенской губернии, в 1795 году Ольвиополь получает статус заштатного города и входит в состав Новомиргородского уезда.
После окончания русско-турецкой войны 1787—1791 гг. по Ясскому договору в состав Российской империи вошли земли по правому берегу Буга (в том числе село Голта).
В 1778—1828 годах был уездным городом. В ходе второго раздела Речи Посполитой в 1793 году в состав Российской империи вошло поселение Богополь (построенное в 1750 году по распоряжению графа Потоцкого как укреплённая карантинная застава), с 1794 года ставшее центром одноимённого уезда.
В 1797 году Ольвиополь вновь получил статус уездного города Новороссийской губернии, который сохранял до 1 января 1835 года, когда уездные учреждения были переведены в Ананьев. Город в 1828 году зачислен в Ведомство военных поселений; с 1835 года — заштатный город Елисаветградского уезда Херсонской губернии.
В начале XX века в городе было две православные церкви, один еврейский молитвенный дом, городское 3-х классное училище, два городских начальных училища, церковно-приходская школа, типография, два завода, две мельницы, пять маслобоен, восемь кузниц, 29 лавок, 6 трактиров. Жителей — 5 842, из них 4 976 православных, 397 евреев, 228 католиков, 121 раскольников, 69 протестантов, 51 прочих вероисповеданий.
В 1905 году в Малороссии, Новороссии и других местностях России, в связи с обнародованием манифеста 17 октября, прошли революционные волнения (погромы), были они и в местечке, антиеврейские беспорядки, продолжались несколько дней.
Ныне город Первомайск — второй по величине город в Николаевской области, важнейший хозяйственный центр на северо-западе области, административный центр Первомайского района.
Ольвиополь — место рождения многих выдающихся советских людей:
- А. И. Андреева;
- И. М. Анненского;
- В. П. Драгомирецкого;
- и других.